# Dugesia austroasiatica
Dugesia austroasiatica és una espècie de triclàdide dugèsid que habita l'aigua dolça de l'illa del Japó. Es creu que és originària del sud-est asiàtic.

## Descripció
Els exemplars sexualment madurs poden arribar a mesurar 12 mm de longitud i 1,5 mm d'amplada. Presenten un cap triangular amb aurícules punxegudes i dos ulls envoltats per una àrea ocular estreta no pigmentada. Tenen un color marró pàl·lid uniforme amb nombrosos punts blanquinosos.

## Cariologia
El nombre bàsic de cromosomes de D. austroasiatica és de n = 8. Tots els individus coneguts són diploides, 2n = 16: 2m + 2m + 2sm + 2sm + 2st + 2m + 2m + 2m (m, cromosoma metacèntric; sm, cromosoma submetacèntric; st; cromosoma subtelomèric).